# Ricardo Hermelo
Ricardo Hermelo (Buenos Aires, 31 de mayo de 1907-ibídem, 19 de abril de 1967) fue un militar argentino, perteneciente a la Armada, que se desempeñó como gobernador del Territorio Nacional del Neuquén entre 1955 y 1958.

## Biografía
Nació en Buenos Aires en 1907, hijo del contralmirante Ricardo Ireneo Hermelo, segundo comandante de la corbeta ARA Uruguay en el viaje de rescate a la Antártida de 1903. Ingresó a la Escuela Naval Militar en 1922 y más tarde a la Escuela de Guerra Naval.
Perteneció al arma de artillería y fue comandante en varios buques y en la Agrupación Naval Antártica. En 1948, participó en la fundación de la Base Decepción como destacamento naval, siendo jefe de expedición al continente blanco. Una baliza cercana lleva como nombre un apodo hacia él. Pasó a retiro en 1951 con el grado de capitán de navío, ejerciendo luego como perito naval.
Tras el golpe de Estado de septiembre de 1955, fue designado gobernador del Territorio Nacional del Neuquén por la dictadura militar autodenominada Revolución Argentina. Asumió el cargo en octubre de 1955, luego de tres sucesivas intervenciones desde el golpe a cargo de los militares Lais Gabriel Gómez Forgue, Miguel Adrover y Lindolfo Meza.
En ese período se desarrolló la provincialización del territorio, organizando una Junta Asesora para la Provincialización con representantes de diversos partidos políticos. Además, convocó la convención constituyente para la primera constitución provincial en 1957 y creó la policía provincial, el Tribunal de Cuentas, una dirección del Trabajo y otra de Asuntos Agropecuarios.
En materia petrolera, reservó la explotación del territorio neuquino a la empresa estatal Yacimientos Petrolíferos Fiscales. Entregó el poder el 1 de mayo de 1958 al primer gobernador Ángel Edelman.
En paralelo, y producto del golpe de Estado, el anterior gobernador territorial Pedro Luis Quarta fue detenido e investigado, al igual que sus funcionarios, y fueron reemplazados todos los comisionados municipales. También fueron suspendidos docentes y empleados públicos con actuación en el peronismo.
Luego de dejar el cargo continuó en la actividad privada como perito naval. Falleció en abril de 1967.
Uno de sus hijos, Ricardo Avelino, también hizo la carrera naval y en 1955 fue uno de los primeros ocupantes de las islas Sandwich del Sur, como guardiamarina a cargo del Refugio Teniente Esquivel.